# Снігопад (роман)
«Снігопад» (англ. Snow Crash, досл. «Сніжний креш») — кіберпанковий роман американського письменника-фантаста Ніла Стівенсона, написаний у 1992 році. Деякі критики охарактеризували книгу як пародію на кіберпанк, вказуючи на її сатиричний і абсурдистський гумор.
Головний герой, відомий як Хіро Протагоніст, в реальному житті — доставник піци, але у віртуальному світі він — відомий хакер і воїн-самурай. Він розкриває змову, пов'язану з поширенням «снігопаду» — наркотику, небезпечного і в реальності і віртуальності, та ледве не стає його жертвою. Завдяки хакерським навичкам саме йому виявляється під силу розкрити тисячолітні таємниці, які стоять за цим наркотиком, і загрожують світу майбутнього Інфопокаліпсисом.
Подальша історія світу (через приблизно два покоління) оповідається в романі «Діамантовий вік».

## Назва
«Снігопадом» (англ. snow crash) у романі називається наркотик, дія якого відсилає до краху комп'ютерної системи і вірусу, який викликає неполадки на моніторі. В результаті виникає мерехтливе зображення, подібне на снігопад. Його інше значення, «лавина», відповідає лавиноподібному поширенню комп'ютерних і біологічних вірусів.

## Світ роману
США майбутнього розділені на дрібні квазі-держави зі своїми законами і правилами, організовані навколо відомих франшиз. Економіка перебуває в занепаді, оскільки практично вся промисловість була перенесена до інших держав. Долар знецінений і звичайні послуги коштують мільйони. Порядок є тільки в музиці, мюзиклах, програмному забезпеченні та швидкісній доставці піци. Останньою займається мафія, що фактично править Америкою за відсутності дійсної держави і по-своєму слідкує за порядком. Правосуддя замінює розправа на місці або виставлення ганебних позначок на порушниках і їхньому майні.
Високі технології, як комп'ютери, повсюдні штрих-коди, адаптивні шини, існують поряд з бідністю та залежністю від мафії. Виникли нові професії, так як збірник інформації, будь то чутки або нові відео. Ця інформація здається до електронної бази даних, а пересічні користувачі отримують до неї доступ за гроші. Багатьом похмуру реальність замінює віртуальність, Метавсесвіт. За допомогою спеціальних окулярів кожен може бачити її та «жити» на реалістичних віртуальних, завжди нічних, вулицях Метавсесвіту. Там можна володіти маєтком, бути поважною людиною, тоді як в реальності жити в нетрях з голими стінами. В Метавсесвіті люди представлені аватарами, створеними на свій розсуд чи з готових моделей. Деякі заходять до віртуальності для зустрічей, переговорів, інші — знайти розваги чи задовольнити збочені бажання, впевнені у своїй безпеці. Рутинну роботу там виконують службові програми, демони (термін з Unix), а хакери постійно вносять до віртуальності нові функції.
В цей час надиво активно поширюються секти, а до Америки в пошуках кращого життя прибувають біженці з країн «третього світу». Серед них все частіше чути дивну мову і лиш мало хто знає, що це прамова, Райське наріччя. Її здатні розуміти всі люди, незалежно від походження, як всі комп'ютери розуміють двійковий код. Однак у відмові від її розуміння, як з'ясовують герої роману, є свої переваги.

## Сюжет
В одній з квазі-держав США, що в південній Каліфорнії, вже пів року працює Доставлятор. Він доставляє піцу, маючи високотехнологічний піцамобіль, зброю, і куленепробивний одяг. Працюючи на мафію, він мусить суворо дотримуватися розпорядку — за півгодинну затримку доставки клієнт має право вбити його і забрати майно. Автор описує будні Доставлятора, технології майбутнього і як той опинився на своїй роботі через борги. Однієї ночі Доставлятор потрапляє у затор і починає спізнюватися. Він обганяє автомобілі і його береться переслідувати на скейтборді кур'єр РадиКС (Радикальної Кур'єрської Служби), щоб наліпити штрафні наклейки. Автомобіль Доставлятора через поспіх розбивається і той не встигає доставити замовлення. Однак кур'єр, що виявляється молодою дівчиною на прізвисько Вайті (Y.T.), вирішує доставити піцу за нього. Доставлятор дає їй візитівку, звідки стає відомими його псевдонім — Хіро Протагоніст, і адреса у Мультивсесвіті.
Хіро тікає до кордону, щоб не бути покараним мафією Дядечка Енцо. За якийсь час він оселяється в Інгвуді, Каліфорнія. Хіро живе в невеликій кімнаті на колишніх складах разом з українським емігрантом, музикантом Віталієм Чорнобилем. Вони порівняно багаті — їхнє житло має двері, а Хіро володіє комп'ютером і окулярами для доступу в Метавсесвіт. Тепер він займається добуванням інформації та здачею її до бази Бібліотеки колишнього Конгресу США. Проте не на всю інформацію є попит, тож Хіро, попри старання, не завжди отримує плату. В Метавсесвіті ж він володіє будинком в районі, забудованому хакерами десять років тому на початках Метавсесвіту.
Протагоніст зустрічає наркодилера, що пропонує невідомий «сніжний креш». Хіро розуміє, що в Метавсесвіті неможливо отримати наркотичне сп'яніння, але дилер пропонує картку, якою у віртуальності обмінюються інформацією. В реальності після доставки піци Вайті арештовує поліція. Вони пробують дізнатися як її насправді звати, не здогадуючись, що Вайті (Y.T.) — це від «щиро ваша» (Yours Truly). Врешті її кидають до в'язниці. Хіро зустрічає колишню колегу Хуаніту, з якою розробляв аватари для користувачів Метавсесвіту. Також він натрапляє на Боба Ральфа, монополіста кабельного телебачення і організатора перевезень біженців до Америки. Хіро отримує картку з інформацією щодо дивних випадків, пов'язаних зі «сніжним крешем», яка непокоїть хакерів. Протагоніст зі знайомим Давидом, авторитетним хакером, користуються карткою дилера і це спричиняє віртуальний мерехтливий ефект. Незадовго по тому Давида викидають з віртуальності службові програми. Вайті ж користується прихованими інструментами і тікає з в'язниці.
Хіро шукає в Бібліотеці відомості про Вавилон, якось пов'язаний з новим наркотиком. Він уточнює свої знання про легенду щодо Вавилонської вежі та отримує попередження остерігатися якогось Ворона, причетного до смертей хакерів. Вислідковуючи Ворона, Протагоніст зв'язується з Вайті і спостерігає за хакером Лагосом, який шукає Ворона. Той виявляється кимось зарізаним мечем, проте вбивцю, Ворона, жертві вдається сфотографувати.
Спроба зловити Ворона провалюється, той неушкодженим тікає, вбивши хакера Ті-Боуна. Хіро оглядає житло вбитого і знаходить валізку, яка самознищилася після віддалення від власника. Згодом Вайті доставляє документи Дядечку Енцо і той, знаючи про її допомогу, дарує їй свій ланцюжок. Наступного дня їй випадає забрати валізку, схожу на знищену. Протагоніст дізнається, що Давид потрапив до лікарні. Після «сніжного крешу» в нього почалися конвульсії, він говорить набір незрозумілих складів. Вайті доставляє валізку у церкву, де прихожани замість молитов промовляють ті ж склади, що й Давид. Пастор забирає посилку, в ній виявляються ампули з наркотиком.
Хуаніта розповідає Хіро, що мозок Давида наче заражений комп'ютерним вірусом. Він проникнув до мозку через зоровий нерв при розгляданні мерехтіння. Хуаніта розкриває Хіро, що Ворон поширює наркотик і в реальності. Щоправда, він зроблений з плазми крові тих, хто бачив мерехтіння і його поширює церква Боба Райфа. Хуаніта прирівнює наркотик до вірусу і релігії. Протагоніст розуміє, що жінка щось задумала, але не повідомляє йому всього. Згодом Вайті повідомляє йому про загадкову валізку. Хіро шукає відомості про все це в Бібліотеці й дізнається про глосолалію, яку багато сект вважають первісною «мовою Природи». Протагоніст відкриває для себе схожість шумерської мови, найдавнішої з відомих, на глосолалію. Він розуміє, що програмний код — це магічна мова Метавсесвіту, як нам-шуб (закляття) для шумерів. Подальші пошуки наводять Хіро на зацікавленість Боба Райфа шумерською мовою, зокрема він володіє глиняною табличкою. Протагоніст разом з Бібліотекарем бажає з'ясувати чому людські мови мають тенденцію до фрагментації, «ефекту Вавилона». Хіро проводить аналогію з комп'ютерним вірусом, який колись змусив людей перестати розуміти єдину мову і вигадувати нові.
Вайті у власному розслідування виходить на чоловіка Нг, котрий знає спосіб виявити «сніжний креш» реалу. Разом з Вайті він захоплює зразок. Та зустрічається з Хіро в Метавсесвіті та розповідає про принцип дії «сніжного крешу». Вони роздумують над аналогіями програм в суспільстві, приходячи до висновку, що його закони і міфи — це операційна система. Обоє знаходять жінку, що вилікувалася після візуального «сніжного крешу» на якомусь «Плоту». Хіро з Вайті здогадуються, що насправді там збирають кров для створення «сніжного крешу» реальності, а згубні мерехтіння бачать тільки хакери. Тут Вайті усвідомлює, що її мати, хакерка, у великій небезпеці. Дівчина прибігає додому і розбиває комп'ютер, про що дізнаються роботодавці матері.
Хіро шукає «Пліт», який є флотом для біженців з інших країн, керований Бобом Райфом. Розмовляючи з Бібліотекарем, Протагоніст порівнює людські мозки з комп'ютерами, а мови — з програмами, з допомогою яких вони діють. З Каббали відомо про «Райське наріччя» — первісну мову, яку розуміють всі люди — «машинний код» для живих істот. Хіро довідується, що Ворон пов'язаний з «Плотом», а про Вайті через її витівку дізнаються послідовники церкви Райфа та викрадають її.
Дехто Клінт намагається заразити Хіро в Мультивсесвіті, але той відрубує йому руки і заволодіває «сувоєм» Клінта. Досліджуючи його вдома, Протагоніст вигадує спосіб нейтралізувати дію мерехтіння. Після цього він в пошуках «Плота» сідає на корабель і стикається з піратами з нього. Ті починають говорити невідомою мовою і збираються напасти. Капітан Риб'яче Око розстрілює нападників і відбирає піратський корабель. Він розповідає Хіро, що на «Плоту» всі говорять чутою дивною мовою. На прибуле судно нападають нові пірати з «Плоту» і Хіро відбивається від них. Вайті займається сексом з Вороном, вдаючи ніби закохалася в нього, але непомітно вколює йому снодійне. Хіро оглядає тіло одного з убитих ним та виявляє, що в мозок того було вживлено якісь пристрої для активізації розуміння первісної мови і трансляції команд нею. Підключившись до мережі Боба Райфа, Хіро зустрічається з Нг в Метавсесвіті й Дядечком Енцо, стурбованим поширенням «сніжного крешу». Він розповідає все, що зрозумів про «сніжний креш» — вірус користується прамовою, щоб звертатися до діяльності мозку через прості програми «ме». В первісному суспільстві «ме» поширювалися як вірус, Ашера, і дали поштовх до виникнення цивілізації; Протагоніст припускає його космічне походження. Дехто Енкі в Стародавньому Шумері був свого роду хакером — він вигадував нові слова, нові програми діяльності людей, що перекрили вплив Ашери. Саме він став першою самосвідомою людиною і запустив у суспільство слова-віруси, які розширювали людський функціонал і спонукали діяти самостійно. Лагос знав це і Райф використав його ідею задля контролю над людством. Райф зі своєю медіа-імперією спонукав до поширення сект, які використовують звернення до прамови через глоссолалію та створив вірус, що повертає людям її розуміння — «сніжний креш» реальності. Разом з тим такі люди тепер могли бути таємно керовані через дані їм команди на прамові. Вакцинуючи населення «третього світу», Боб Райф заразив людей вірусом, надалі він поширювався через кров і статеві контакти, а створення флоту «Пліт» тільки пришвидшувало цей процес завдяки міграції біженців. Проте керування населенням вимагає праці інтелектуальної еліти, яка в більшості володіє доступом до Мультивсесвіту. Хакери, маючи владу на віртуальністю, становлять небезпеку для Райфа, як Енкі для вірусу Ашера. Тож Райф створив «сніжний креш» Метавсесвіту для їх винищення. Цей вірус діє на хакерів через закодований у мерехтінні код, задаючи згубну програму дій організму, оскільки в силу професії двійковість закладається глибоко в мозок. Володіючи табличкою Енкі з його словами, Райф може керувати зараженим суспільством. Але якщо вдасться дізнатися первинне слово Енкі й транслювати його, цей ефект зникне і повториться Вавилонське розділення мов.
Хіро заручається підтримкою співрозмовників і вирушає до корабля Райфа, «Інтерпрайза». Він з боєм проривається до Райфа, але зустрічає контрольованих ним охоронців. Хуаніта, яка пробралася на корабель, думає викрасти табличку, як Інанна, що викрала закони Енкі, та Хіро переконує її відмовитися від контролю над населенням. Хіро заволодіває табличкою Енкі, а Бібліотекар читає написане, транслюючи слова на «Пліт». Це руйнує взаєморозуміння флоту, повторюючи Вавилонське стовпотворіння. Райф з Вороном і Вайті тікають на гелікоптері на материк.
Тепер Хіро шукає Райфа в Метавсесвіті. Користуючись недосконалістю віртуальності, він проходить крізь стіни до володінь Райфа. Там він розуміє, що Райф послав Ворона на збори хакерів, аби вбити їх усіх мерехтінням. Протагоніст наздоганяє лиходія і бореться з ним на мечах, але Ворон все ж досягає цілі й кидає бомби, що створюють мерехтіння «сніжного крешу». Хіро вбиває аватар Ворона та запускає написану вдома програму, яка замінює мерехтіння на візуалізацію всієї інформації людства. Підкінець бомба показує попередження від Хіро пам'ятати, що навіть Метавсесвіт небезпечне місце, і рекламу самого хакера. Дядечко Енцо сходиться в бою з Вороном в аеропорту. В ході сутички літак з Вороном і Райфом зазнає ушкодження і вибухає. Доля Протагоніста лишається невідомою, а Вайті повертається до матері.

## Вплив
Роман «Снігопад» затвердив Нілу Стівенсону репутацію головного письменника-фантаста 1990-х років. Книга, за версією журналу «Time», потрапила до списку 100 найкращих англомовних романів усіх часів, написаних з 1923 року.
Книга популяризувала термін «аватар» у сенсі віртуального уособлення людини. Концепція Метавсесвіту Стівенсона набула популярності в Кремнієвій долині, в результаті письменник зажив репутації «висококласного футуриста», був залучений до проєктів «Blue Origin» і «Magic Leap». Розробник програмного забезпечення Майкл Абраш надихався Метавсесвітом «Снігопаду» при розробці свого мережевого тривимірного світу. Він покинув Microsoft і долучився до Id Software, результатом чого стала відеогра Quake (1996). На сюжет гри Immercenary (1995) від 3DO також сильно вплинув «Снігопад». Відеоігри Active Worlds (1995) і Second Life (2003), де численні гравці взаємодіють у спільному віртуальному середовищі, були натхненні Метавсесвітом «Снігопаду». Колишній головний технічний директор Microsoft Джей Аллард і колишній менеджер з розробки сервісу Xbox Live Бойд Мултерер стверджували, що читали «Снігопад» і надихалися його ідеєю Метавсесвіту.

## Видання українською
- Ніл Стівенсон. Снігопад / пер. з англ. Остапа Українця і Катерини Дудки. Вид-во Жупанського, 2022. 432 с.